# Кам'яні Намети

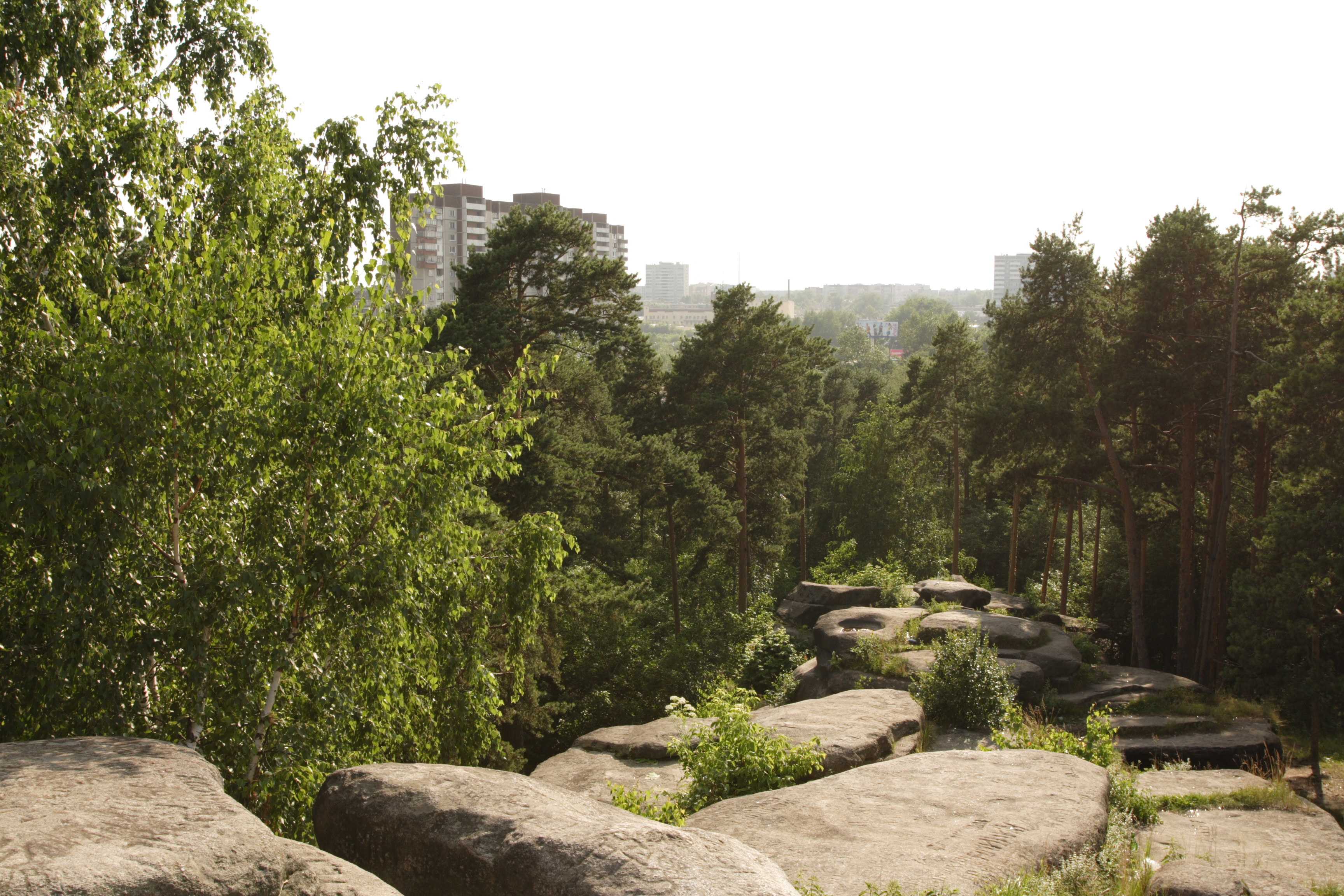
Вид на Кам'яні Намети зверху

Кам'яні Намети (рос. Каменные Палатки) — гранітні скелі-останці в Свердловській області Росії, розташовані поблизу озера Шарташ. Є однією з наймальовничіших та найбільш монументальних пам'яток природи у межах Єкатеринбурґа. Скелі вирізнює матрацевидна форма, яка виникла в результаті багатолітнього впливу вітру, води і температури. Заввишки самі скелі сягають 12-ти метрів, а разом із земляним пагорбом, на якому вони стоять, піднімаються до 25 метрів.
Недавно Кам'яні Намети знаходилися у лісі за містом, але з ростом Єкатеринбурґа у вісімдесятих роках минулого століття увійшли в його межі. Зараз Кам'яні Намети знаходяться в Кіровському районі та є улюбленим місцем містян для піших, велосипедних та лижних прогулянок, відпочинку з дітьми на свіжому повітрі. Біля підніжжя Кам'яних Наметів з півночі обладнано гранітний амфітеатр. Зі сторони міста на підході до скель встановлена меморіальна дошка, яка нагадує про те, що до Великої Жовтневої революції тут проводилися нелегальні робітничі зібрання, маївки, зльоти більшовиків в 1905—1917 роках, на яких неодноразово виступав лідер уральських революціонерів — Яків Свердлов.
В Єкатеринбурзі добратися до Кам'яних Наметів можна трамваями 8, 13, 15, 23, 32, «А» маршрутів. Зупинка рос. «Каменные палатки»
На автомашині — продовження вулиці Малишева у вулицю Висоцького.